# Tokelav
Tokelav (angleško Tokelau) je eden od teritorijev Nove Zelandije. Sestavlja ga skupina treh tropskih koralnih atolov v Južnem Tihem oceanu.
Tokelav so najprej naselili polinezijski priseljenci z okoliških otoških skupin, leta 1889 pa je postal britanski protektorat. Leta 1925 je prešel pod upravo Nove Zelandije.